# 斯基亚维-迪阿布鲁佐
斯基亚维-迪阿布鲁佐（義大利語：Schiavi di Abruzzo），是意大利基耶蒂省的一个市镇。总面积45平方公里，人口1023人，人口密度22.7人/平方公里（2009年）。ISTAT代码为069088。